# Варабімочі

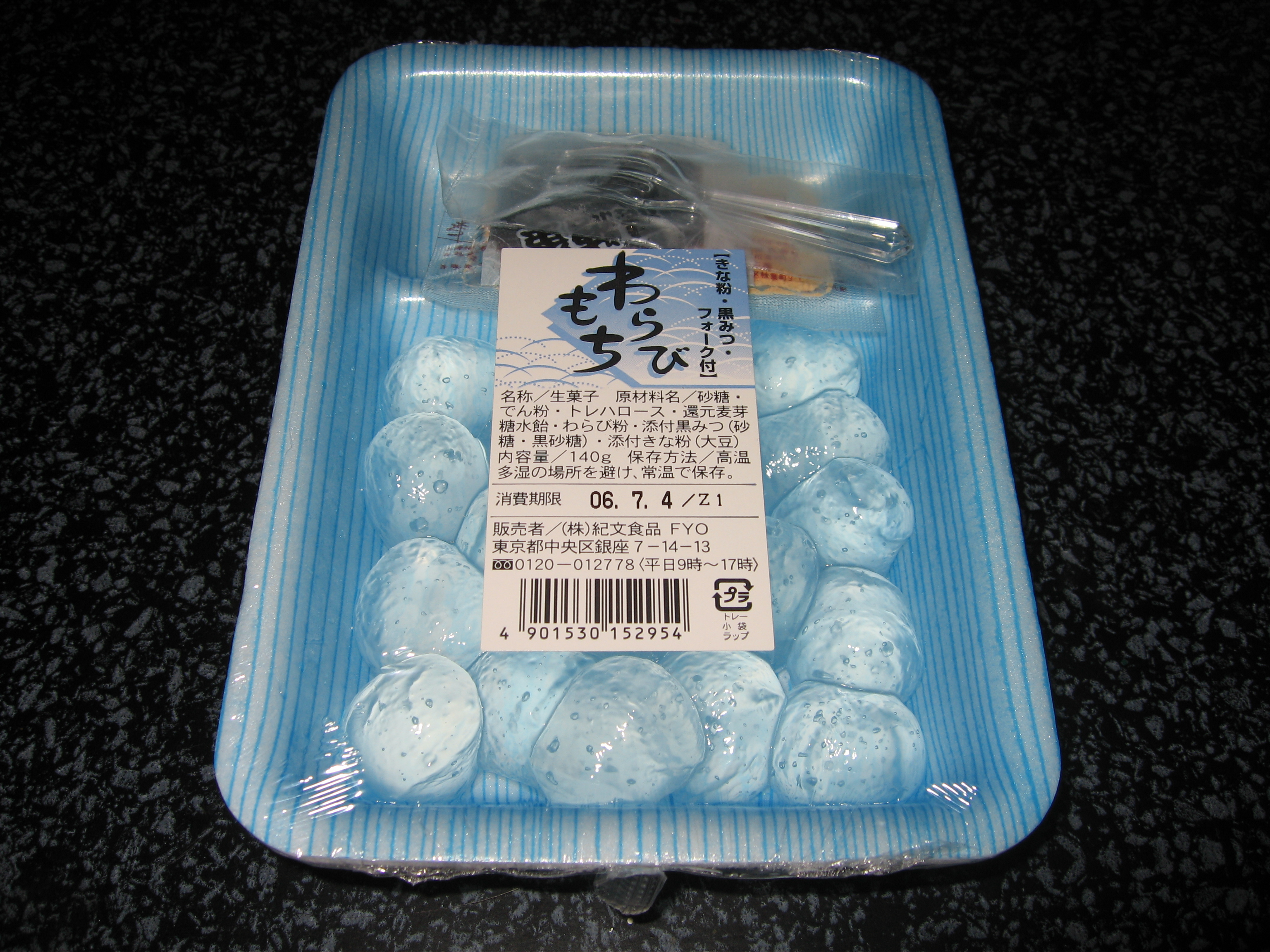
Варабімочі, які продають у супермаркетах

Варабімочі (яп. 蕨餅, варабі-мочі) — японський желеподібний кондитерський виріб, зроблений з рисового борошна змішаного з водою і крохмалем з картоплі чи папороті і покритий або змочений в кінако (солодкі тости з соєвого борошна), також дуже популярним покриттям для варабімочі є порошок кориці чи тертий зелений чай. Відрізняється від справжнього мочі, зробленого з клейкого рису. Досить популярний у літній час, особливо в регіонах Кансай і Окінава, і часто продаються з фургонів, які схожі на фургони з морозивом у західних країнах.